# Castillo de Bernia
El castillo de Bernia, también llamado Fuerte de Bernia (Fort de Bèrnia en valenciano), está  situado entre los acantilados y al pie de las crestas de la sierra de Bernia, en el término municipal de Callosa de Ensarriá (Alicante) Comunidad Valenciana, España. Es Bien de Interés Cultural desde 1997.

## Historia

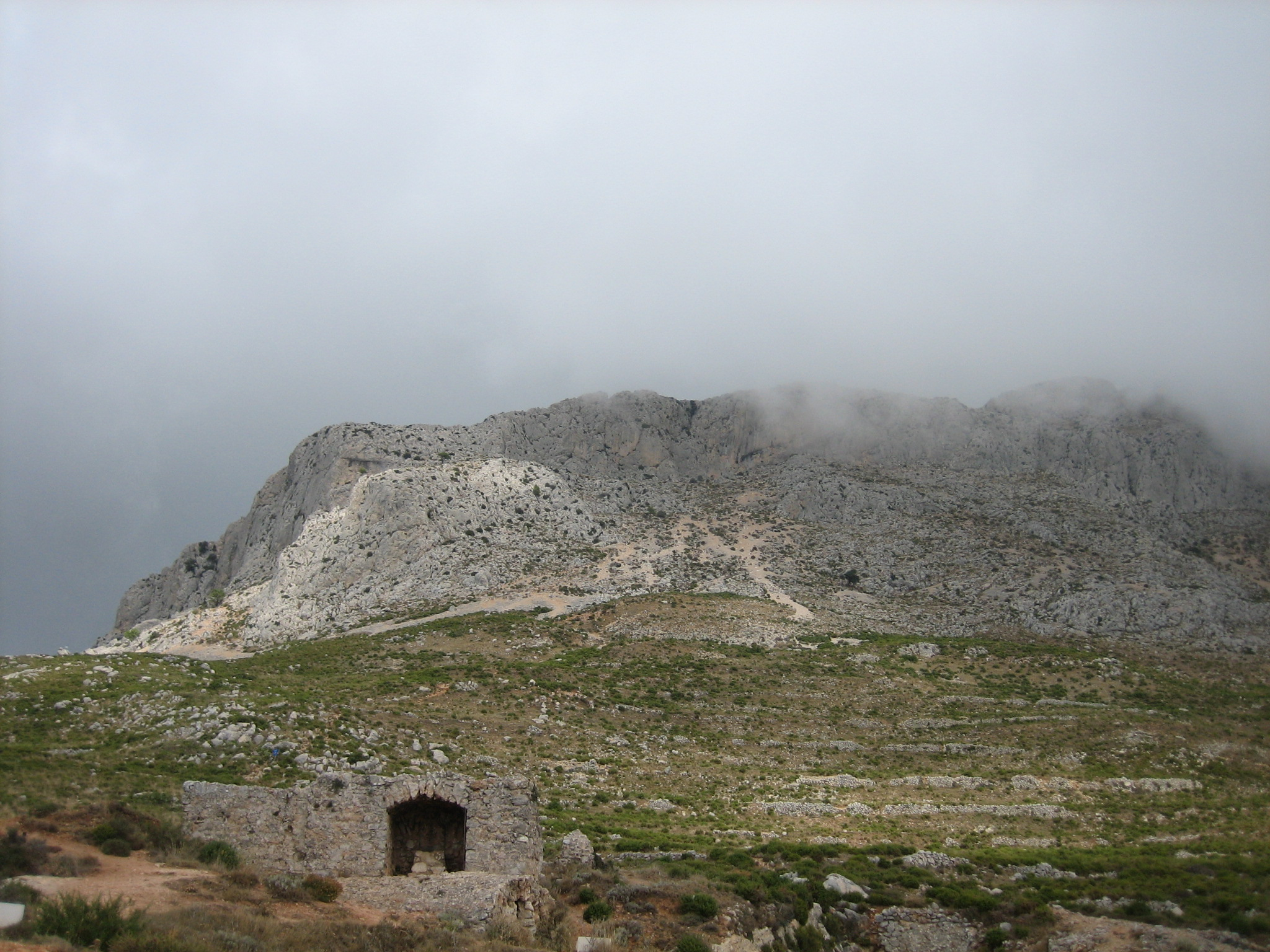
Vista de la Sierra de Bernia en un día de niebla, desde el fuerte de Felipe II (vertiente sur). Se puede observar en la parte inferior de la foto la capilla del fuerte.

Se trata de una construcción militar renacentista, de estilo italiano, realizada por el ingeniero Juan Bautista Antonelli por orden del rey Felipe II en el año 1562 para defender las costas de los ataques otomanos. En 1612, el rey Felipe III ordenó su demolición para evitar que fuera utilizado por los moriscos rebeldes.

## Descripción
En la actualidad, se pueden contemplar todavía los restos de su planta, el foso y el sistema de acceso, así como parte de las estructuras de habitación. Tiene doble amurallamiento, con un foso seco entre el exterior en forma de estrella de cuatro puntas y el interior, al objeto de dificultar el paso al interior del recinto, el cual tiene planta cuadrada con baluartes pentagonales en sus vértices, al que se accede por el eje de la fachada sur.
Las construcciones cerradas contaban con dos plantas y se situaban adosadas a los muros, dejando en el centro un patio también cuadrado. 